# Задавач

Задавач у функціональній схемі САР.

Задава́ч — пристрій, що входить до складу систем автоматичного керування і подає задавальний сигнал на елемент порівняння.
Часто у схемах систем автоматичного регулювання використовують потенціометричний задавач.. Іноді — імпульсний.
У системах програмного регулювання використовують спеціальні програмні задавачі (застосовуються для регулювання технологічного параметра за наперед визначеною програмою).